# گادفری چیتالو
گادفری چیتالو (انگلیسی: Godfrey Chitalu; زاده ۲۲ اکتبر ۱۹۴۷ – درگذشته ۲۷ آوریل ۱۹۹۳) بازیکن فوتبال اهل زامبیا بود. وی در طول سال ۱۹۷۲ موفق شد ۱۰۷ گل بزند که این رکورد تا به امروز پابرجاست.
وی همچنین در تیم ملی فوتبال زامبیا بازی کرده است.